# Großer Preis von Kanada 2019
Der Große Preis von Kanada 2019 (offiziell Formula 1 Pirelli Grand Prix du Canada 2019) fand am 9. Juni auf dem Circuit Gilles-Villeneuve in Montreal statt und war das siebte Rennen der Formel-1-Weltmeisterschaft 2019.

## Bericht

### Hintergründe
Nach dem Großen Preis von Monaco führte Lewis Hamilton in der Fahrerwertung mit 17 Punkten vor Valtteri Bottas und mit 45 Punkten vor Sebastian Vettel. In der Konstrukteurswertung führte Mercedes mit 118 Punkten vor Ferrari und mit 147 Punkten vor Red Bull Racing.
Beim Großen Preis von Kanada stellte Pirelli den Fahrern die Reifenmischungen P Zero Hard (weiß, Mischung C2), P Zero Medium (gelb, C3) und P Zero Soft (rot, C4) sowie für Nässe Cinturato Intermediates (grün) und Cinturato Full-Wets (blau) zur Verfügung.
An einigen Stellen der Strecke gab es kleine Anpassungen. So wurde innen in Kurve zwei ein neuer Abfluss installiert. Zwischen Kurve vier und Kurve zehn gab es neue Betonwände und Fangzäune. Weitere Änderungen gab es in Kurve zehn und Kurve 13. Die spöttisch „Wall of Champions“ bezeichnete Mauer am Ausgang von Kurve 14 wurde erneuert. Außerdem wurde die komplette Boxenanlage abgerissen und durch ein neues Gebäude ersetzt.
Wie auch schon im vergangenen Jahr gab es wieder drei DRS-Zonen. Der erste Messpunkt befand sich 15 Meter hinter Kurve fünf, der Aktivierungspunkt 95 Meter nach Kurve sieben. Die anderen beiden Zonen teilten sich den zweiten Messpunkt 110 Meter vor Kurve neun. Die Aktivierungspunkte folgten dann 155 Meter vor Kurve zwölf und 70 Meter nach Kurve 14.
Mit Hamilton (sechsmal), Vettel (zweimal), Kimi Räikkönen, Robert Kubica und Daniel Ricciardo (jeweils einmal) traten fünf ehemalige Sieger zu diesem Grand Prix an.
Als Rennkommissare für dieses Rennwochenende fungierten Gerd Ennser (DEU), Mathieu Remmerie (BEL), Emanuele Pirro (ITA) und Mike Kaerne (CAN).

### Training
Im ersten freien Training fuhr Hamilton mit einer Rundenzeit von 1:12,767 Minuten die Bestzeit vor Bottas und Charles Leclerc.
Im zweiten freien Training war Leclerc in 1:12,177 Minuten Schnellster vor Vettel und Bottas.
Im dritten freien Training war Leclerc mit einer Rundenzeit von 1:10,843 Minuten erneut Schnellster vor Vettel und Hamilton.

### Qualifying
Das Qualifying bestand aus drei Teilen mit einer Nettolaufzeit von 45 Minuten. Im ersten Qualifying-Segment (Q1) hatten die Fahrer 18 Minuten Zeit, um sich für das Rennen zu qualifizieren. Alle Fahrer, die im ersten Abschnitt eine Zeit erzielten, die maximal 107 Prozent der schnellsten Rundenzeit betrug, qualifizierten sich für den Grand Prix. Die besten 15 Fahrer erreichten den nächsten Teil. Vettel war Schnellster. Sergio Pérez, Räikkönen, die Williams-Piloten sowie Lance Stroll schieden aus.
Der zweite Abschnitt (Q2) dauerte 15 Minuten. Die schnellsten zehn Piloten qualifizierten sich für den dritten Teil des Qualifyings. Bottas war erneut Schnellster. Max Verstappen, Daniil Kwjat, Antonio Giovinazzi, Alexander Albon und Romain Grosjean schieden aus. Da Kevin Magnussen wenige Sekunden vor Ende der Session in der letzten Kurve einen Unfall baute, konnten u. a. Verstappen, Grosjean, Ricciardo, Nico Hülkenberg und Carlos Sainz jr. nur eine schnelle Runde fahren.
Der finale Abschnitt (Q3) ging über eine Zeit von zwölf Minuten, in denen die ersten zehn Startpositionen vergeben wurden. Vettel fuhr mit einer Rundenzeit von 1:10,240 Minuten die Bestzeit vor Hamilton und Leclerc. Es war die 56. Pole-Position für Vettel in der Formel-1-Weltmeisterschaft.

### Rennen
Das Rennen wurde von der ersten Runde an vom Zweikampf zwischen Vettel und Hamilton geprägt. Hamilton gewann das Rennen knapp vor Vettel, welcher die Ziellinie eigentlich als Erster überquerte, allerdings eine Fünf-Sekunden-Zeitstrafe erhalten hatte und diesen Vorsprung nicht rausfahren konnte. Für Hamilton war es der 78. Sieg in der Formel-1-Weltmeisterschaft.
In Runde 48 kam Vettel in Kurve 4 von der Strecke ab. Als er zurück auf die Strecke fuhr, musste Hamilton dahinter abbremsen, um eine Kollision zu verhindern. Dafür gab es dann in der 57. Runde die fünf Sekunden Strafe – eine kontroverse Entscheidung. Da Vettel mit der Strafe überhaupt nicht einverstanden war, wollte er zunächst nicht zur Siegerehrung gehen und vertauschte auch die Platzierungsaufsteller. Erst Ferrari-Mitarbeiter konnten ihn beruhigen. Dritter wurde Leclerc vor Bottas und Verstappen. Die restlichen Punkteplatzierungen gingen an die beiden Renault von Ricciardo und Hülkenberg. Pierre Gasly wurde Achter, Stroll Neunter und Kwjat Zehnter.
Eine Kontroverse gab es beim Haas-Team, das sportlich mit den Plätzen 14 (Grosjean) und 17 (Magnussen) überhaupt keine Rolle spielte. Magnussen hatte am Samstag in Q2 sein Auto gecrasht und war aus der Boxengasse gestartet. Mit den Reparaturmaßnahmen seines Teams war er aber offenbar nicht ganz zufrieden. Während des Rennens schimpfte er: „This is the worst experience I've ever had. In any racecar. Ever.“ Sein Renningenieur versuchte ihn zunächst noch zu besänftigen, indem er um Verständnis für die Mechaniker bat. Als Magnussen noch immer murrte, meldete sich Teamchef Günther Steiner höchstpersönlich: „Es reicht jetzt! Genug ist genug.“
Sowohl in der Fahrer- als auch in der Konstrukteurswertung blieben die ersten drei Position unverändert.

## Meldeliste
| Team                             | Nr. | Fahrer             | Chassis                       | Motor                         | Reifen |
| -------------------------------- | --- | ------------------ | ----------------------------- | ----------------------------- | ------ |
| Mercedes-AMG Petronas Motorsport | 44  | Lewis Hamilton     | Mercedes-AMG F1 W10 EQ Power+ | Mercedes-AMG F1 M10 EQ Power+ | P      |
| Mercedes-AMG Petronas Motorsport | 77  | Valtteri Bottas    | Mercedes-AMG F1 W10 EQ Power+ | Mercedes-AMG F1 M10 EQ Power+ | P      |
| Scuderia Ferrari                 | 05  | Sebastian Vettel   | Ferrari SF90                  | Ferrari 064                   | P      |
| Scuderia Ferrari                 | 16  | Charles Leclerc    | Ferrari SF90                  | Ferrari 064                   | P      |
| Aston Martin Red Bull Racing     | 33  | Max Verstappen     | Red Bull Racing RB15          | Honda RA619H                  | P      |
| Aston Martin Red Bull Racing     | 10  | Pierre Gasly       | Red Bull Racing RB15          | Honda RA619H                  | P      |
| Renault F1 Team                  | 03  | Daniel Ricciardo   | Renault R.S.19                | Renault E-Tech 19             | P      |
| Renault F1 Team                  | 27  | Nico Hülkenberg    | Renault R.S.19                | Renault E-Tech 19             | P      |
| Rich Energy Haas F1 Team         | 08  | Romain Grosjean    | Haas VF-19                    | Ferrari 064                   | P      |
| Rich Energy Haas F1 Team         | 20  | Kevin Magnussen    | Haas VF-19                    | Ferrari 064                   | P      |
| McLaren F1 Team                  | 55  | Carlos Sainz jr.   | McLaren MCL34                 | Renault E-Tech 19             | P      |
| McLaren F1 Team                  | 04  | Lando Norris       | McLaren MCL34                 | Renault E-Tech 19             | P      |
| SportPesa Racing Point F1 Team   | 11  | Sergio Pérez       | Racing Point RP19             | BWT Mercedes                  | P      |
| SportPesa Racing Point F1 Team   | 18  | Lance Stroll       | Racing Point RP19             | BWT Mercedes                  | P      |
| Alfa Romeo Racing                | 07  | Kimi Räikkönen     | Alfa Romeo Racing C38         | Ferrari 064                   | P      |
| Alfa Romeo Racing                | 99  | Antonio Giovinazzi | Alfa Romeo Racing C38         | Ferrari 064                   | P      |
| Red Bull Toro Rosso Honda        | 26  | Daniil Kwjat       | Scuderia Toro Rosso STR14     | Honda RA619H                  | P      |
| Red Bull Toro Rosso Honda        | 23  | Alexander Albon    | Scuderia Toro Rosso STR14     | Honda RA619H                  | P      |
| ROKiT Williams Racing            | 63  | George Russell     | Williams FW42                 | Mercedes-AMG F1 M09 EQ Power+ | P      |
| ROKiT Williams Racing            | 88  | Robert Kubica      | Williams FW42                 | Mercedes-AMG F1 M09 EQ Power+ | P      |
| ROKiT Williams Racing            | 40  | Nicholas Latifi    | Williams FW42                 | Mercedes-AMG F1 M09 EQ Power+ | P      |

Anmerkungen
1. 1 2  Der Williams mit der Startnummer 40 wurde im ersten freien Training für Latifi eingesetzt. Kubica übernahm das Fahrzeug anschließend für das restliche Rennwochenende mit seiner Startnummer 88.

## Klassifikationen

### Qualifying
| Pos.                                                                      | Fahrer             | Konstrukteur              | Q1       | Q2         | Q3         | Start |
| ------------------------------------------------------------------------- | ------------------ | ------------------------- | -------- | ---------- | ---------- | ----- |
| 01                                                                        | Sebastian Vettel   | Ferrari                   | 1:11,200 | 1:11,142   | 1:10,240   | 01    |
| 02                                                                        | Lewis Hamilton     | Mercedes                  | 1:11,518 | 1:11,010   | 1:10,446   | 02    |
| 03                                                                        | Charles Leclerc    | Ferrari                   | 1:11,214 | 1:11,205   | 1:10,920   | 03    |
| 04                                                                        | Daniel Ricciardo   | Renault                   | 1:11,837 | 1:11,532   | 1:11,071   | 04    |
| 05                                                                        | Pierre Gasly       | Red Bull Racing-Honda     | 1:12,023 | 1:11,196   | 1:11,079   | 05    |
| 06                                                                        | Valtteri Bottas    | Mercedes                  | 1:11,229 | 1:11,095   | 1:11,101   | 06    |
| 07                                                                        | Nico Hülkenberg    | Renault                   | 1:11,720 | 1:11,553   | 1:11,324   | 07    |
| 08                                                                        | Lando Norris       | McLaren-Renault           | 1:11,780 | 1:11,735   | 1:11,863   | 08    |
| 09                                                                        | Carlos Sainz jr.   | McLaren-Renault           | 1:11,750 | 1:11,572   | 1:13,981   | 11    |
| 10                                                                        | Kevin Magnussen    | Haas-Ferrari              | 1:12,107 | 1:11,786   | keine Zeit | Box   |
| 11                                                                        | Max Verstappen     | Red Bull Racing-Honda     | 1:11,619 | 1:11,800   | –          | 09    |
| 12                                                                        | Daniil Kwjat       | Scuderia Toro Rosso-Honda | 1:11,965 | 1:11,921   | –          | 10    |
| 13                                                                        | Antonio Giovinazzi | Alfa Romeo Racing-Ferrari | 1:12,122 | 1:12,136   | –          | 12    |
| 14                                                                        | Alexander Albon    | Scuderia Toro Rosso-Honda | 1:12,020 | 1:12,193   | –          | 13    |
| 15                                                                        | Romain Grosjean    | Haas-Ferrari              | 1:12,109 | keine Zeit | –          | 14    |
| 16                                                                        | Sergio Pérez       | Racing Point-BWT Mercedes | 1:12,197 | –          | –          | 15    |
| 17                                                                        | Kimi Räikkönen     | Alfa Romeo Racing-Ferrari | 1:12,230 | –          | –          | 16    |
| 18                                                                        | Lance Stroll       | Racing Point-BWT Mercedes | 1:12,266 | –          | –          | 17    |
| 19                                                                        | George Russell     | Williams-Mercedes         | 1:13,617 | –          | –          | 18    |
| 20                                                                        | Robert Kubica      | Williams-Mercedes         | 1:14,393 | –          | –          | 19    |
| 107-Prozent-Zeit: 1:16,184 min (bezogen auf Q1-Bestzeit von 1:11,200 min) |                    |                           |          |            |            |       |

Anmerkungen
1. ↑  Sainz wurde um drei Startplätze nach hinten versetzt, weil er Albon im Qualifying behindert hatte.
2. ↑  Magnussen musste aus der Boxengasse starten, da nach dem Qualifying das Chassis seines Autos gewechselt wurde.

### Rennen
| Pos. | Fahrer             | Konstrukteur              | Runden | Stopps | Zeit        | Start | Schnellste Runde |
| ---- | ------------------ | ------------------------- | ------ | ------ | ----------- | ----- | ---------------- |
| 01   | Lewis Hamilton     | Mercedes                  | 70     | 1      | 1:29:07,084 | 02    | 1:14,813 (62.)   |
| 02   | Sebastian Vettel   | Ferrari                   | 70     | 1      | + 3,658     | 01    | 1:14,875 (57.)   |
| 03   | Charles Leclerc    | Ferrari                   | 70     | 1      | + 4,696     | 03    | 1:14,356 (63.)   |
| 04   | Valtteri Bottas    | Mercedes                  | 70     | 2      | + 51,043    | 06    | 1:13,078 (69.)   |
| 05   | Max Verstappen     | Red Bull Racing-Honda     | 70     | 1      | + 57,655    | 09    | 1:14,767 (67.)   |
| 06   | Daniel Ricciardo   | Renault                   | 69     | 1      | + 1 Runde   | 04    | 1:16,075 (55.)   |
| 07   | Nico Hülkenberg    | Renault                   | 69     | 1      | + 1 Runde   | 07    | 1:15,995 (57.)   |
| 08   | Pierre Gasly       | Red Bull Racing-Honda     | 69     | 1      | + 1 Runde   | 05    | 1:16,157 (51.)   |
| 09   | Lance Stroll       | Racing Point-BWT Mercedes | 69     | 1      | + 1 Runde   | 17    | 1:16,043 (47.)   |
| 10   | Daniil Kwjat       | Scuderia Toro Rosso-Honda | 69     | 1      | + 1 Runde   | 10    | 1:16,198 (44.)   |
| 11   | Carlos Sainz jr.   | McLaren-Renault           | 69     | 1      | + 1 Runde   | 11    | 1:16,471 (37.)   |
| 12   | Sergio Pérez       | Racing Point-BWT Mercedes | 69     | 1      | + 1 Runde   | 15    | 1:16,314 (61.)   |
| 13   | Antonio Giovinazzi | Alfa Romeo Racing-Ferrari | 69     | 1      | + 1 Runde   | 12    | 1:16,365 (69.)   |
| 14   | Romain Grosjean    | Haas-Ferrari              | 69     | 1      | + 1 Runde   | 14    | 1:16,245 (60.)   |
| 15   | Kimi Räikkönen     | Alfa Romeo Racing-Ferrari | 69     | 2      | + 1 Runde   | 16    | 1:15,442 (60.)   |
| 16   | George Russell     | Williams-Mercedes         | 68     | 1      | + 2 Runden  | 18    | 1:17,241 (58.)   |
| 17   | Kevin Magnussen    | Haas-Ferrari              | 68     | 1      | + 2 Runden  | Box   | 1:17,309 (41.)   |
| 18   | Robert Kubica      | Williams-Mercedes         | 67     | 2      | + 3 Runden  | 19    | 1:17,285 (64.)   |
| –    | Alexander Albon    | Scuderia Toro Rosso-Honda | 59     | 1      | DNF         | 13    | 1:17,151 (47.)   |
| –    | Lando Norris       | McLaren-Renault           | 8      | 0      | DNF         | 08    | 1:18,023 (04.)   |

Anmerkungen
1. ↑  Vettel erhielt eine Zeitstrafe von fünf Sekunden, da er auf unsichere Weise auf die Strecke zurückkehrte und dabei ein anderes Auto abdrängte.

## WM-Stände nach dem Rennen
Die ersten zehn des Rennens bekamen 25, 18, 15, 12, 10, 8, 6, 4, 2 bzw. 1 Punkt(e). Zusätzlich gab es einen Punkt für die schnellste Rennrunde, da der Fahrer unter den ersten zehn landete.

### Fahrerwertung
| Pos. | Fahrer           | Konstrukteur              | Punkte |
| ---- | ---------------- | ------------------------- | ------ |
| 01   | Lewis Hamilton   | Mercedes                  | 162    |
| 02   | Valtteri Bottas  | Mercedes                  | 133    |
| 03   | Sebastian Vettel | Ferrari                   | 100    |
| 04   | Max Verstappen   | Red Bull Racing-Honda     | 88     |
| 05   | Charles Leclerc  | Ferrari                   | 72     |
| 06   | Pierre Gasly     | Red Bull Racing-Honda     | 36     |
| 07   | Carlos Sainz jr. | McLaren-Renault           | 18     |
| 08   | Daniel Ricciardo | Renault                   | 16     |
| 09   | Kevin Magnussen  | Haas-Ferrari              | 14     |
| 10   | Sergio Pérez     | Racing Point-BWT Mercedes | 13     |

| Pos. | Fahrer             | Konstrukteur              | Punkte |
| ---- | ------------------ | ------------------------- | ------ |
| 11   | Kimi Räikkönen     | Alfa Romeo Racing-Ferrari | 13     |
| 12   | Lando Norris       | McLaren-Renault           | 12     |
| 13   | Nico Hülkenberg    | Renault                   | 12     |
| 14   | Daniil Kwjat       | Scuderia Toro Rosso-Honda | 10     |
| 15   | Alexander Albon    | Scuderia Toro Rosso-Honda | 7      |
| 16   | Lance Stroll       | Racing Point-BWT Mercedes | 6      |
| 17   | Romain Grosjean    | Haas-Ferrari              | 2      |
| 18   | Antonio Giovinazzi | Alfa Romeo Racing-Ferrari | 0      |
| 19   | George Russell     | Williams-Mercedes         | 0      |
| 20   | Robert Kubica      | Williams-Mercedes         | 0      |

### Konstrukteurswertung
| Pos. | Konstrukteur          | Punkte |
| ---- | --------------------- | ------ |
| 1    | Mercedes              | 295    |
| 2    | Ferrari               | 172    |
| 3    | Red Bull Racing-Honda | 124    |
| 4    | McLaren-Renault       | 30     |
| 5    | Renault               | 28     |

| Pos. | Konstrukteur              | Punkte |
| ---- | ------------------------- | ------ |
| 06   | Racing Point-BWT Mercedes | 19     |
| 07   | Scuderia Toro Rosso-Honda | 17     |
| 08   | Haas-Ferrari              | 16     |
| 09   | Alfa Romeo Racing-Ferrari | 13     |
| 10   | Williams-Mercedes         | 0      |